# Escaryus chichibuensis
Escaryus chichibuensis är en mångfotingart som beskrevs av Wataru Shinohara 1955. Escaryus chichibuensis ingår i släktet Escaryus och familjen småjordkrypare. Inga underarter finns listade i Catalogue of Life.